# アドルフ (シュレースヴィヒ＝ホルシュタイン＝ゴットルプ公)
アドルフ（デンマーク語およびドイツ語:Adolf, 1526年1月25日 - 1586年10月1日）は、シュレースヴィヒ＝ホルシュタイン＝ゴットルプ公（在位：1544年 - 1586年）。ホルシュタイン＝ゴットルプ家の始祖。

## 生涯
デンマーク王フレデリク1世とその2番目の妃ソフィー・ア・ポンメルンの息子として生まれた。父王は幼いアドルフをヘッセン方伯フィリップ1世に預けて教育を委ね、アドルフはカッセル城で4年間を過ごした。
1544年、アドルフと次兄ヨハン、そして腹違いの長兄であるデンマーク王クリスチャン3世はシュレースヴィヒ公国およびホルシュタイン公国を分割することを決め、領域は税収がおよそ三等分されるように割り当てられた。一番年下のアドルフが一番初めに領地を決める権利を与えられ、アドルフはゴットルプ城とその付属地域を領地に選んだ。このため、アドルフを始祖とする一族はシュレースヴィヒ＝ホルシュタイン＝ゴットルプ家と呼ばれた。

## 子女
1564年、アドルフはヘッセン方伯フィリップ1世の娘クリスティーネと結婚し、10人の子女をもうけた。
- フレデリク2世（1568年 - 1587年） - シュレースヴィヒ＝ホルシュタイン＝ゴットルプ公
- ゾフィー（1569年 - 1634年） - 1588年、メクレンブルク公ヨハン7世と結婚
- フィーリプ（1570年 - 1590年） - シュレースヴィヒ＝ホルシュタイン＝ゴットルプ公
- クリスティーネ（1573年 - 1625年） - 1592年、スウェーデン王カール9世と結婚
- エリーザベト（1574年 - 1587年）
- ヨハン・アドルフ（1575年 - 1616年） - シュレースヴィヒ＝ホルシュタイン＝ゴットルプ公
- アンナ（1575年 - 1625年） - 1598年、オストフリースラント伯エンノ3世と結婚
- クリスティアン（1576年 - 1577年）
- アグネス（1578年 - 1627年）
- ヨハン・フレデリク（1579年 - 1634年） - リューベック、ブレーメン、フェルデンの領主司教